# 長伸小尾花介
長伸小尾花介（学名：Microcytherura elongata）为尾花介科小尾花介屬下的一个种。其种加词“elongata”意为“长的”。